# And the Band Played On: People, Politics, and the AIDS Epidemic
And the Band Played on: People, Politics, and the AIDS Epidemic is een boek geschreven door de onderzoeksjournalist Randy Shilts (1951-1994), gepubliceerd bij St. Martin's Press in 1987. Dit was de uitgeverij die ook zijn eerste boek, The Mayor of Castro Street: The Life and Times of Harvey Milk had gepubliceerd in 1982. Shilts was een journalist die voltijds rapporteerde over de opkomende en aan de gang zijnde aids-crisis in de San Francisco Chronicle.
Shilts wilde de crisis via dit boek personaliseren in een context waarin de discussies zich concentreerden in kringen van medische specialisten, overheidsinstanties en patiënten die rechtstreeks te maken kregen met het zich ontwikkelende Acquired Immune Deficiency Syndrome (aids) - dat op dat moment nog niet die naam droeg. Shilts geloofde dat effectieve politieke actie enkel mogelijk was wanneer het homofobe verzwijgen van de persoonlijke beleving van de ziekte werd doorbroken. In de woorden van Richard A. McKay, die deels Shilts zelf citeert:
Devastated by the toll that the epidemic was taking on his adopted home of San Francisco and convinced that widespread homophobia was impeding an effective response, Shilts decided that a book chronicling the first years of the epidemic might represent the best chance of a political intervention on the national stage. (...) He intended to write a book with heroes and villains, to explain how, “[a] disease unheard of just four years before – and without a name until 1982 – had swept through every corner of the nation, seizing 10.000 lives.” (p. 170)
Daarbij creëerde hij wel wat McKay (p. 163) de Patient Zero Myth noemt. Verwijzend naar een van de eerste studies naar de transmissie van de nog onbekende ziekteverwekker (de Los Angeles Cluster Study van de US CDC in 1982), besloot Shilts zijn verhaal op te hangen aan een centrale figuur die in deze studie "Patient O[utside-of-California]" werd genoemd. Gaëtan Dugas was een Canadese luchtvaart-steward die zich bereid toonde met de onderzoekers van de CDC samen te werken. Doordat hij zijn geliefden en bedpartners bijhield in een persoonlijk notitieboekje was het voor de onderzoekers mogelijk te traceren hoe deze groep mannen via seksuele relaties geclusterd kon worden. Dugas werd daarbij in het midden geplaatst. Niettegenstaande dat Shilts wist dat de referentie niet naar een patient zero was - naar analogie met een ground zero - besloot hij deze nomenclatuur over te nemen toen hij hoorde dat onderzoekers van de CDC deze gebruikten in interviews. Hij liet in zijn boek ook uitschijnen dat Dugas moedwillig de ziekte had doorgegeven aan onbekenden. McKay, opnieuw Shilts citerend, zegt daarover het volgende:
While promoting the book, the journalist offered a psychological explanation for the flight attendant's actions that, ironically, would very closely resemble the accusation of internalized homophobia that Shilts's critics later leveled against him. "I think," he opined, "that Gaetan was someone who had never accepted himself as a human being, hated the part of himself that was gay, hated other gay people, externalized that self-hatred, and became what in effect was a psychopatic killer." (p. 176)
Dergelijke beweringen zijn moeilijk tot niet hard te maken, en ze werden ook ontkend door kennissen en vrienden van Dugas. Desondanks zou hij door dat boek bekend komen te staan als "the Face of AIDS".